# Zapoteca ravenii
Zapoteca ravenii là một loài thực vật có hoa trong họ Đậu. Loài này được H.M.Hern. miêu tả khoa học đầu tiên.